# Maryam d'Abo
Maryam d'Abo (født 27. december 1960) er en engelsk film og tv-skuespiller, bedst kendt som Bond-pigen Kara Milovy i  James Bond-filmen The Living Daylights fra 1987.

## Personlige liv
Hun er en kusine til skuespillerinden Olivia d'Abo. Hun er også barnebarn af den anti-kommunistiske georgiske general Giorgi Kvinitadze.
I november 2003 bliver d'Abo gift med Hugh Hudson, den Oscar-nominerede britiske instruktør af Chariots of Fire (1981), Greystoke - The Legend of Tarzan, Lord of the Apes (1984), og Revolution (1985).